# Lucenay-l'Évêque
Pour les articles homonymes, voir L'Évêque et Lucenay.
Lucenay-l'Évêque est une commune française située dans le département de Saône-et-Loire, en région Bourgogne-Franche-Comté.

## Géographie

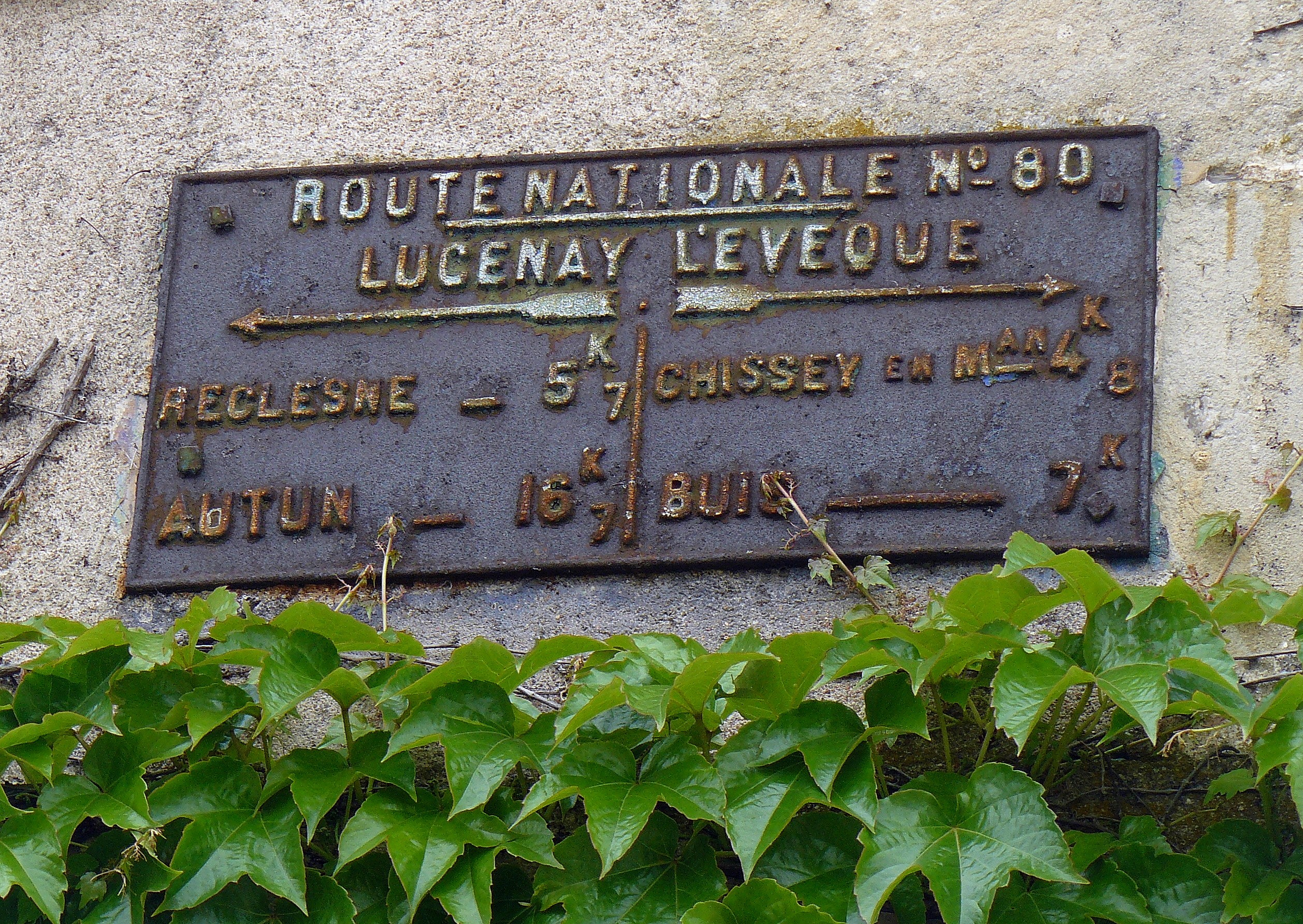
Ancienne signalisation routière à Lucenay-l'Évêque (la RN 80 est ici devenue la D 980).

De Lucenay-l’Évêque dépendent sept hameaux – qui furent autrefois pour certains de petits fiefs avec maison forte, tel celui de Visigneux – et cinq écarts.

### Climat
Pour des articles plus généraux, voir Climat de la Bourgogne-Franche-Comté et Climat de Saône-et-Loire.
En 2010, le climat de la commune est de type climat des marges montargnardes, selon une étude du Centre national de la recherche scientifique s'appuyant sur une série de données couvrant la période 1971-2000. En 2020, Météo-France publie une typologie des climats de la France métropolitaine dans laquelle la commune est exposée à un climat océanique altéré et est dans la région climatique Lorraine, plateau de Langres, Morvan, caractérisée par un hiver rude (1,5 °C), des vents modérés et des brouillards fréquents en automne et hiver.
Pour la période 1971-2000, la température annuelle moyenne est de 10,5 °C, avec une amplitude thermique annuelle de 16,5 °C. Le cumul annuel moyen de précipitations est de 989 mm, avec 13,5 jours de précipitations en janvier et 8 jours en juillet. Pour la période 1991-2020, la température moyenne annuelle observée sur la station météorologique de Météo-France la plus proche, « Autun », sur la commune d'Autun à 15 km à vol d'oiseau, est de 10,7 °C et le cumul annuel moyen de précipitations est de 857,2 mm. 
La température maximale relevée sur cette station est de 40 °C, atteinte le 12 août 2003 ; la température minimale est de −18,3 °C, atteinte le 20 décembre 2009,,.
Les paramètres climatiques de la commune ont été estimés pour le milieu du siècle (2041-2070) selon différents scénarios d'émission de gaz à effet de serre à partir des nouvelles projections climatiques de référence DRIAS-2020. Ils sont consultables sur un site dédié publié par Météo-France en novembre 2022.

## Urbanisme

### Typologie
Au 1er janvier 2024, Lucenay-l'Évêque est catégorisée commune rurale à habitat dispersé, selon la nouvelle grille communale de densité à sept niveaux définie par l'Insee en 2022.
Elle est située hors unité urbaine. Par ailleurs la commune fait partie de l'aire d'attraction d'Autun, dont elle est une commune de la couronne,. Cette aire, qui regroupe 42 communes, est catégorisée dans les aires de moins de 50 000 habitants,.

### Occupation des sols
L'occupation des sols de la commune, telle qu'elle ressort de la base de données européenne d’occupation biophysique des sols Corine Land Cover (CLC), est marquée par l'importance des forêts et milieux semi-naturels (62,2 % en 2018), en augmentation par rapport à 1990 (60,5 %). La répartition détaillée en 2018 est la suivante : forêts (62,2 %), prairies (36,5 %), zones urbanisées (1,3 %). L'évolution de l’occupation des sols de la commune et de ses infrastructures peut être observée sur les différentes représentations cartographiques du territoire : la carte de Cassini (XVIIIe siècle), la carte d'état-major (1820-1866) et les cartes ou photos aériennes de l'IGN pour la période actuelle (1950 à aujourd'hui).

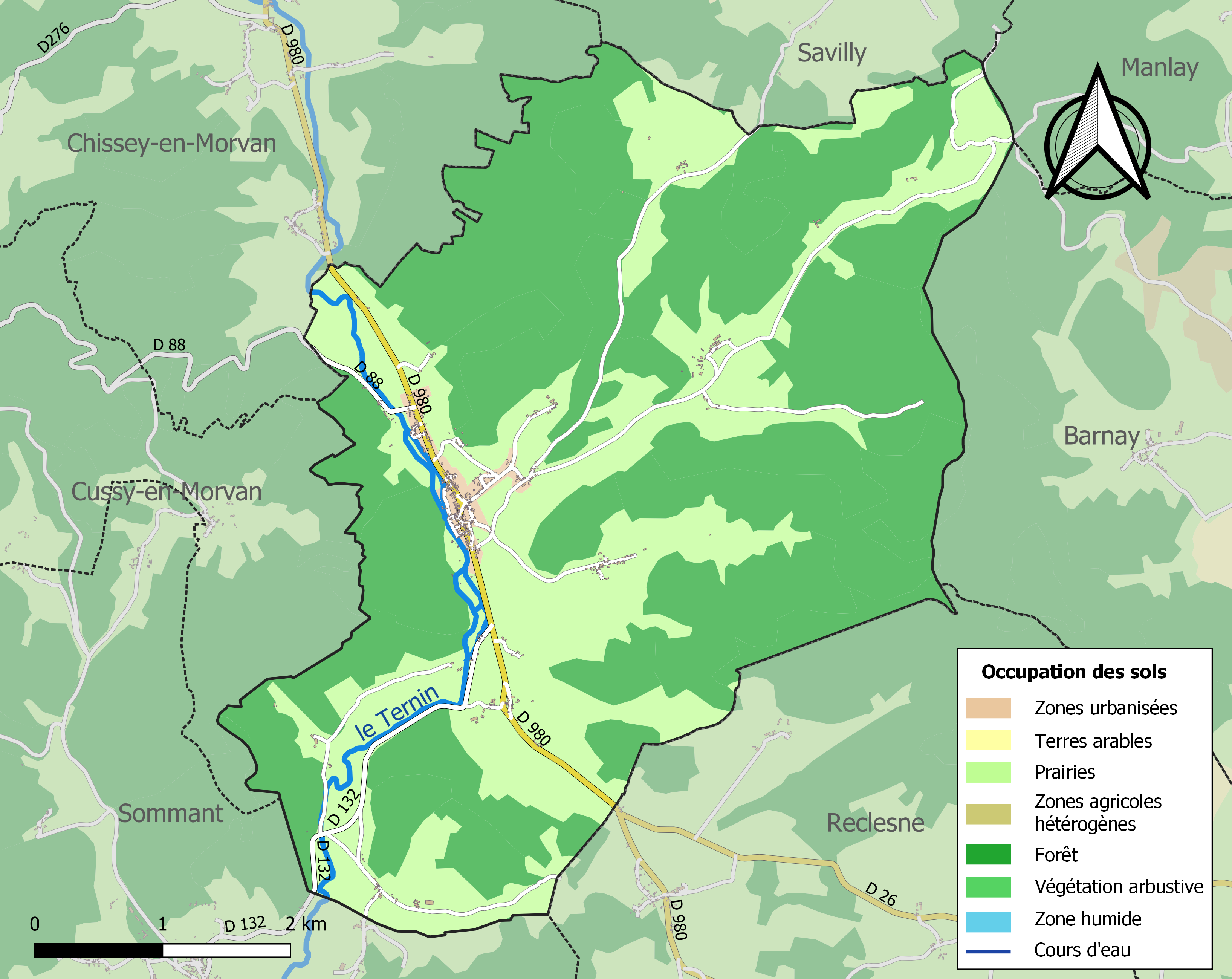
Carte des infrastructures et de l'occupation des sols de la commune en 2018 (CLC).

## Histoire
En 1225, Gaufridus de Lucenay et Ermengardis font une donation de deux vignes de Longchamp près de Lucenay-l'Évêque, à l'abbaye Saint-Martin d'Autun.
Le nom de ce village vient de ce qu'il abritait la maison d'été des évêques d'Autun, seigneurs et barons de Lucenay.
La forteresse, en forme de quadrilatère, fut démolie en 1756, mais il subsiste une partie du logis, d'époque en partie médiévale, dans la maison Gaudry, sise sur la place du village et jouxtant la mairie. De l'autre côté qui est plus visible, la façade très peu ouverte offre un aspect encore défensif.

## Politique et administration
| Période                                  | Période  | Identité      | Étiquette | Qualité |
| ---------------------------------------- | -------- | ------------- | --------- | ------- |
| mars 2001                                | en cours | Marc Périllat | UDI       |         |
| Les données manquantes sont à compléter. |          |               |           |         |

## Démographie
L'évolution du nombre d'habitants est connue à travers les recensements de la population effectués dans la commune depuis 1793. Pour les communes de moins de 10 000 habitants, une enquête de recensement portant sur toute la population est réalisée tous les cinq ans, les populations de référence des années intermédiaires étant quant à elles estimées par interpolation ou extrapolation. Pour la commune, le premier recensement exhaustif entrant dans le cadre du nouveau dispositif a été réalisé en 2007.

En 2022, la commune comptait 327 habitants, en évolution de −0,61 % par rapport à 2016 (Saône-et-Loire : −1,06 %, France hors Mayotte : +2,11 %).
| 1793 | 1800 | 1806 | 1821 | 1831  | 1836  | 1841  | 1846  | 1851  |
| ---- | ---- | ---- | ---- | ----- | ----- | ----- | ----- | ----- |
| 696  | 804  | 899  | 988  | 1 028 | 1 169 | 1 221 | 1 240 | 1 236 |

| 1856  | 1861  | 1866  | 1872  | 1876  | 1881  | 1886  | 1891  | 1896  |
| ----- | ----- | ----- | ----- | ----- | ----- | ----- | ----- | ----- |
| 1 138 | 1 206 | 1 161 | 1 131 | 1 183 | 1 138 | 1 156 | 1 121 | 1 041 |

| 1901 | 1906 | 1911 | 1921 | 1926 | 1931 | 1936 | 1946 | 1954 |
| ---- | ---- | ---- | ---- | ---- | ---- | ---- | ---- | ---- |
| 935  | 932  | 872  | 874  | 144  | 727  | 714  | 656  | 560  |

| 1962 | 1968 | 1975 | 1982 | 1990 | 1999 | 2006 | 2007 | 2012 |
| ---- | ---- | ---- | ---- | ---- | ---- | ---- | ---- | ---- |
| 507  | 536  | 479  | 470  | 410  | 385  | 389  | 389  | 358  |

| 2017 | 2022 | - | - | - | - | - | - | - |
| ---- | ---- | - | - | - | - | - | - | - |
| 319  | 327  | - | - | - | - | - | - | - |

## Culture locale et patrimoine

### Lieux et monuments
- L'ancienne chapelle Saint-Hubert, du XVIIe siècle, transformée en bibliothèque en 1987[18].
- Le château de Visigneux, propriété de la famille de Ganay.
- L'église de la Nativité-de-la-Vierge-Marie de Morey, du XIVe siècle.
- L'église de la Nativité-de-la-Sainte-Vierge au bourg.
- La mairie-école, spectaculaire bâtiment (avec façade néo-classique) construit en 1860 d'après des plans de l'architecte Burdin (avec prétoire destiné à la justice de paix du canton)[19].
- Le monument aux morts.

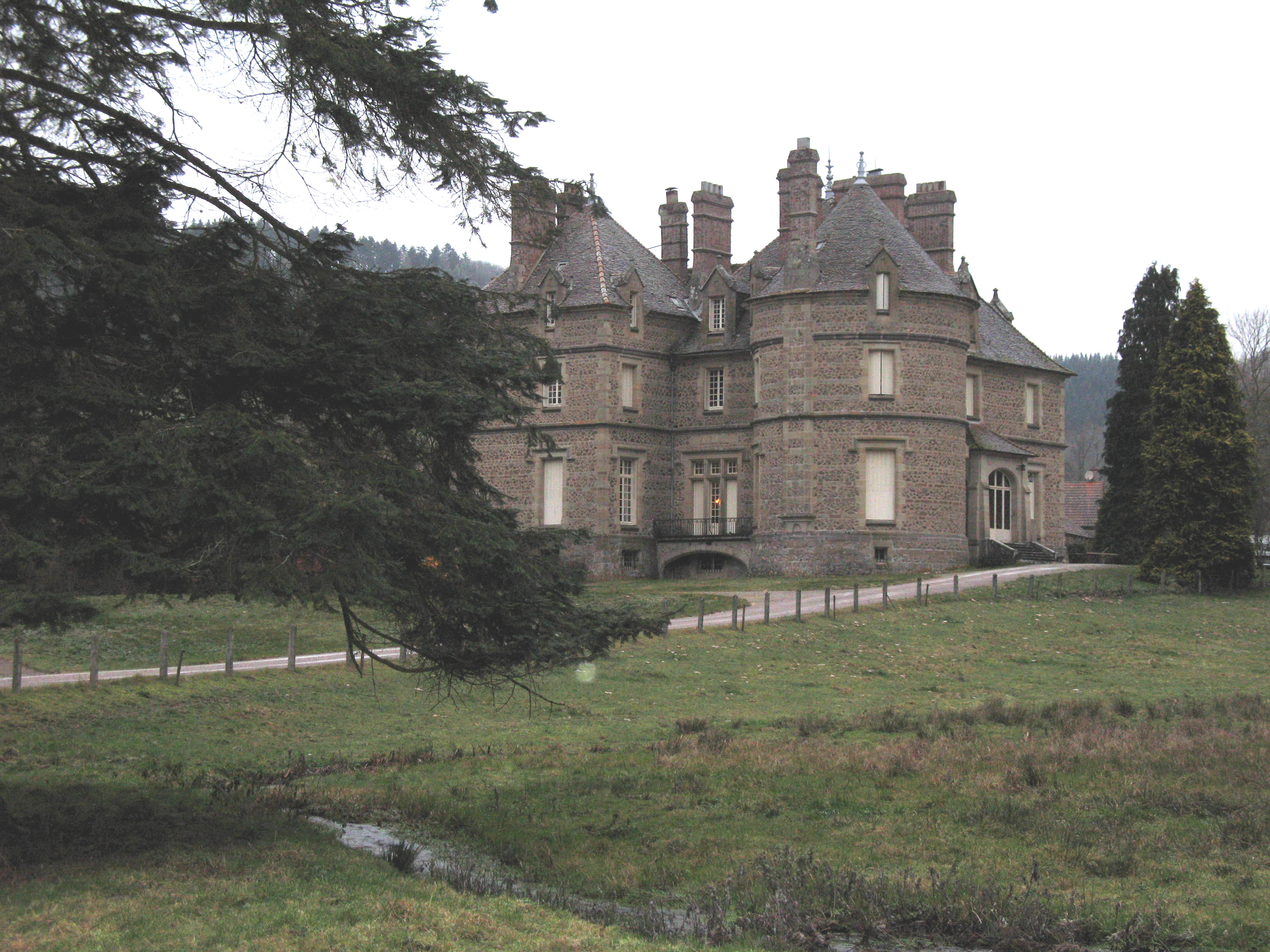
Le château de Visigneux.
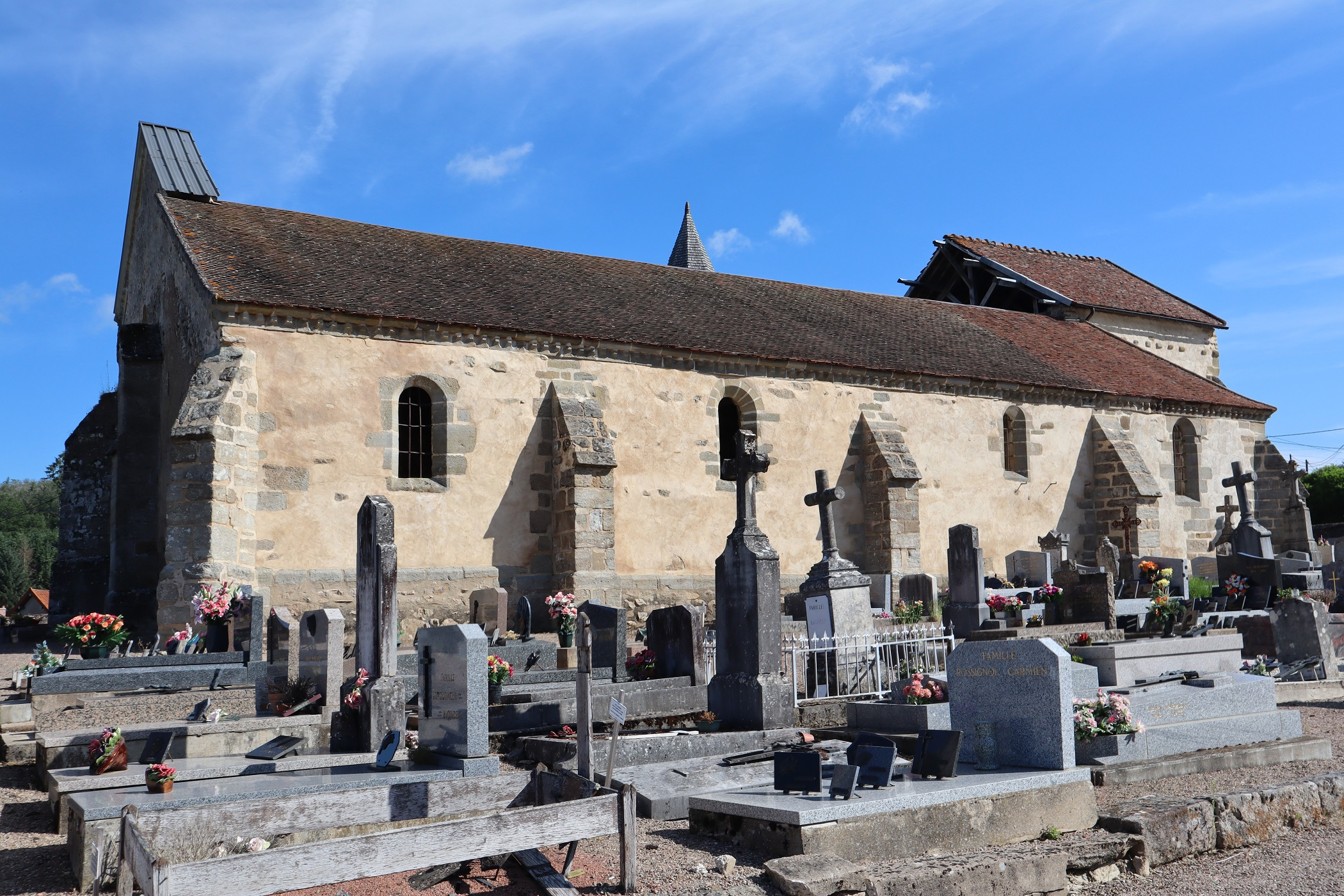
L'église de la Nativité-de-la-Vierge-Marie à Morey.
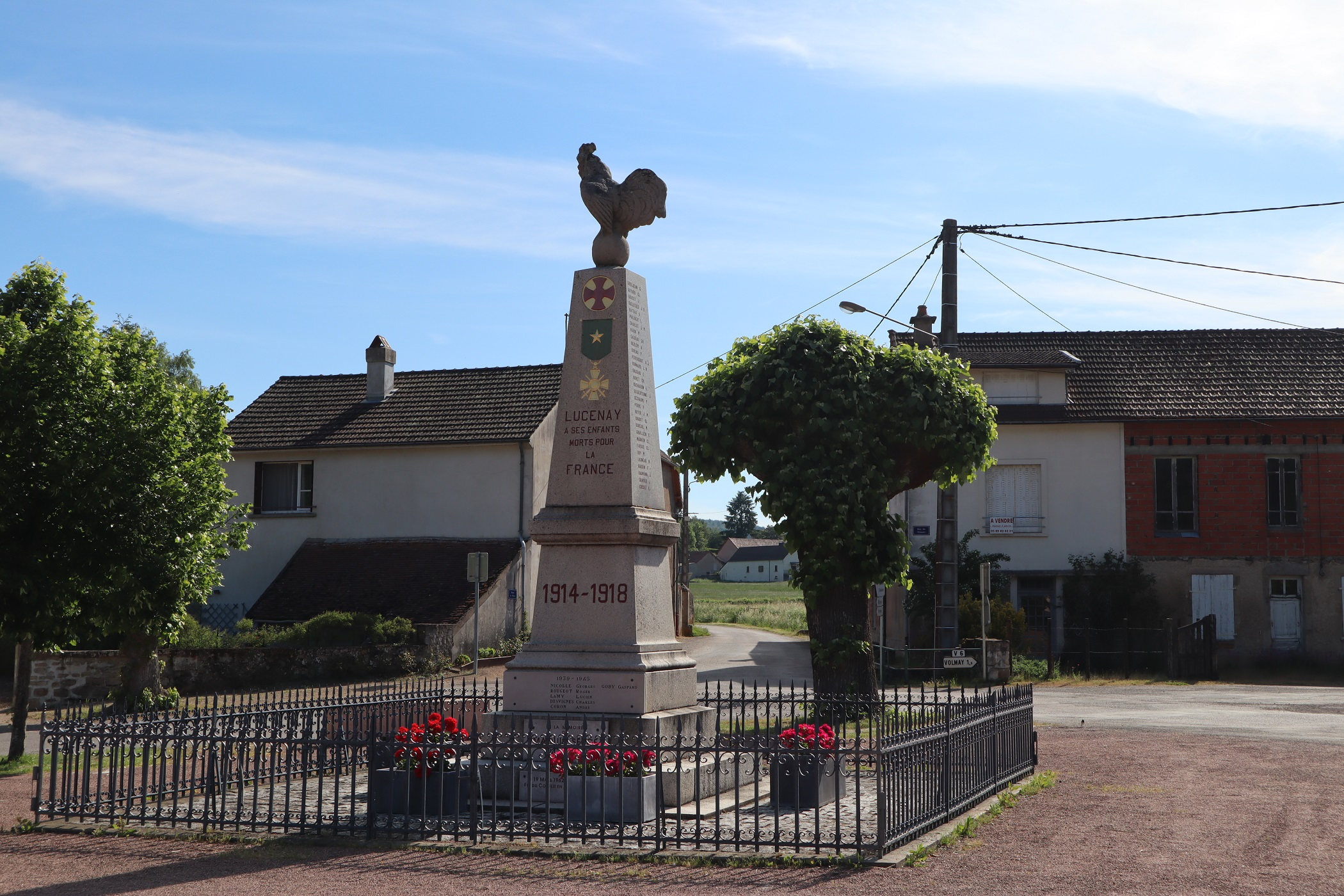
Le monument aux morts.

### Personnalités liées à la commune
- Antoine-Charles de Ganay (1769-1849) né et décédé au château de Visigneux, officier général et homme politique, maire de Lucenay-l'Évêque, député de Saône-et-Loire.

### Héraldique
| Blason de Lucenay-l'Évêque | Blason  | De sinople à la barre ondée d'azur et bordée d'argent, à une crosse d'or brochant sur le tout. |
| Blason de Lucenay-l'Évêque | Détails | Adopté le 2 février 2021.                                                                      |

## Pour approfondir